# NGC 149
NGC 149 est une galaxie lenticulaire située dans la constellation d'Andromède. NGC 149 a été découverte par l'astronome français Édouard Stephan en 1883.

## Caractéristiques
Sa vitesse par rapport au fond diffus cosmologique est de 4 523 ± 35 km/s, ce qui correspond à une distance de Hubble de 66,7 ± 4,7 Mpc (∼218 millions d'al).